# Championnats du monde de BMX 2004
Navigation
Édition précédente Édition suivante
Les championnats du monde de BMX 2004, neuvième édition des championnats du monde de BMX organisés par l'Union cycliste internationale, ont eu lieu du 23 au 25 juillet 2004 à Valkenswaard, aux Pays-Bas. Ils sont remportés par l'Australien Warwick Stevenson chez les hommes et par l'Argentine María Gabriela Díaz chez les femmes.

## Podiums
| Épreuves                     | Or                  | Argent                | Bronze             |
| ---------------------------- | ------------------- | --------------------- | ------------------ |
| Épreuves masculines          |                     |                       |                    |
| Élite hommes                 | Warwick Stevenson   | Cristian Becerine     | Bubba Harris       |
| Cruiser élite hommes         | Randy Stumpfhauser  | Jason Richardson      | Cristian Becerine  |
| Épreuve masculines - juniors |                     |                       |                    |
| Junior hommes                | Michael Fenwick     | Thomas Hamon          | Ivo van der Putten |
| Cruiser junior hommes        | Augusto Castro      | Jérémy Chaffot        | Aaron Lepp         |
| Épreuves féminines           |                     |                       |                    |
| Élite femmes                 | María Gabriela Díaz | Cyrielle Convert      | Alice Jung         |
| Junior femmes                | Kimberly Hayashi    | Laëtitia Le Corguillé | Samantha Cools     |

## Tableau des médailles
| Rang  | Nation     | Or | Argent | Bronze | Total |
| ----- | ---------- | -- | ------ | ------ | ----- |
| 1     | États-Unis | 2  | 1      | 2      | 5     |
| 2     | Australie  | 2  | 0      | 0      | 2     |
| 3     | Argentine  | 1  | 1      | 1      | 3     |
| 4     | Colombie   | 1  | 0      | 0      | 1     |
| 5     | France     | 0  | 4      | 0      | 4     |
| 6     | Canada     | 0  | 0      | 2      | 2     |
| 7     | Pays-Bas   | 0  | 0      | 1      | 1     |
| Total | Total      | 6  | 6      | 6      | 18    |